# غوردون كامينغ
غوردون كامينغ (بالإنجليزية: Gordon Cumming)‏ هو لاعب كرة قدم بريطاني، ولد في 23 يناير 1948 في جونستون ‏ في المملكة المتحدة. لعب مع نادي أرسنال ونادي ريدنغ.